# Meeting international Mohammed-VI 2016
Navigation
Édition précédente Édition suivante
Le Meeting international Mohammed-VI 2016 s'est déroulé le 22 mai 2016 au Stade Moulay Abdallah de Rabat, au Maroc. Il s'agit de la troisième étape de la Ligue de diamant 2016.
Le Maroc fait partie des pays hôtes de la ligue de diamant en accueillant en 2016 le Meeting international Mohammed-VI qui remplace le meeting de New York.

## Résultats

### Hommes
| Rang | Athlète                 | Temps   | Points |
| ---- | ----------------------- | ------- | ------ |
| 1    | Alonso Edward           | 20 s 07 | 10     |
| 2    | Wilfried Koffi          | 20 s 35 | 6      |
| 3    | Bruno Hortelano         | 20 s 36 | 4      |
| 4    | José Carlos Herrera     | 20 s 55 | 3      |
| 5    | Abdullah Abkar Mohammed | 20 s 93 | 2      |
| 6    | Aziz Ouhadi             | 20 s 96 | 1      |

| Rang | Athlète         | Temps        | Points |
| ---- | --------------- | ------------ | ------ |
| 1    | LaShawn Merritt | 44 s 66 (MR) | 10     |
| 2    | Kévin Borlée    | 45 s 26      | 6      |
| 3    | Isaac Makwala   | 45 s 38      | 4      |
| 4    | Chris Brown     | 45 s 75 (SB) | 3      |
| 5    | Nery Brenes     | 45 s 78      | 2      |
| 6    | Rabah Yousif    | 45 s 90 (SB) | 1      |

| Rang | Athlète               | Temps              | Points |
| ---- | --------------------- | ------------------ | ------ |
| 1    | Pierre-Ambroise Bosse | 1 min 44 s 51 (SB) | 10     |
| 2    | Taoufik Makhloufi     | 1 min 44 s 91      | 6      |
| 3    | Amel Tuka             | 1 min 45 s 41      | 4      |
| 4    | Marcin Lewandowski    | 1 min 45 s 76      | 3      |
| 5    | Abdelati El Guesse    | 1 min 46 s 80 (SB) | 2      |
| 6    | Nijel Amos            | 1 min 47 s 34      | 1      |

| Rang | Athlète                 | Temps                 | Points |
| ---- | ----------------------- | --------------------- | ------ |
| 1    | Conseslus Kipruto       | 8 min 02 s 77 (WL,MR) | 10     |
| 2    | Jairus Kipchoge Birech  | 8 min 03 s 90 (SB)    | 6      |
| 3    | Paul Kipsiele Koech     | 8 min 12 s 33 (SB)    | 4      |
| 4    | Lawrence Kemboi Kipsang | 8 min 17 s 82         | 3      |
| 5    | Yoann Kowal             | 8 min 18 s 48         | 2      |
| 6    | Hamid Ezzine            | 8 min 19 s 31 (SB)    | 1      |

| Rang | Athlète                | Temps        | Points |
| ---- | ---------------------- | ------------ | ------ |
| 1    | David Oliver           | 13 s 12 (MR) | 10     |
| 2    | Orlando Ortega         | 13 s 13      | 6      |
| 3    | Antonio Alkana         | 13 s 28 (PB) | 4      |
| 4    | Konstadínos Douvalídis | 13 s 38      | 3      |
| 5    | Johnathan Cabral       | 13 s 42      | 2      |
| 6    | Jason Richardson       | 13 s 54      | 1      |

| Rang | Athlète              | Marque      | Points |
| ---- | -------------------- | ----------- | ------ |
| 1    | Bohdan Bondarenko    | 2,31 m (SB) | 10     |
| 2    | Erik Kynard          | 2,28 m      | 6      |
| 3    | Edgar Rivera         | 2,25 m (SB) | 4      |
| 3    | Konstadinos Baniotis | 2,25 m      | 4      |
| 5    | Robert Grabarz       | 2,25 m      | 2      |
| 6    | Gianmarco Tamberi    | 2,25 m      | 1      |

| Rang | Athlète          | Marque           | Points |
| ---- | ---------------- | ---------------- | ------ |
| 1    | Rushwal Samaai   | 8,38 m (=MR,=PB) | 10     |
| 2    | Fabrice Lapierre | 8,36 m (w)       | 6      |
| 3    | Marquise Goodwin | 8,11 m           | 4      |
| 4    | Dan Bramble      | 8,00 m (SB)      | 3      |
| 5    | Emiliano Lasa    | 7,95 m           | 2      |
| 6    | Tyrone Smith     | 7,90 m (SB)      | 1      |

| Rang | Athlète            | Marque       | Points |
| ---- | ------------------ | ------------ | ------ |
| 1    | Piotr Małachowski  | 67,45 m (MR) | 10     |
| 2    | Robert Urbanek     | 65,04 m      | 6      |
| 3    | Zoltán Kővágó      | 64,42 m (SB) | 4      |
| 4    | Philip Milanov     | 63,74 m      | 3      |
| 5    | Apóstolos Paréllis | 63,46 m      | 2      |
| 6    | Martin Kupper      | 63,13 m (SB) | 1      |

### Femmes
| Rang | Athlète             | Temps        | Points |
| ---- | ------------------- | ------------ | ------ |
| 1    | Elaine Thompson     | 11 s 02 (MR) | 10     |
| 2    | Blessing Okagbare   | 11 s 11 (SB) | 6      |
| 3    | Kerron Stewart      | 11 s 19 (SB) | 4      |
| 4    | Carina Horn         | 11 s 28      | 3      |
| 5    | Carmelita Jeter     | 11 s 32 (SB) | 2      |
| 6    | Alexandria Anderson | 11 s 45      | 1      |

| Rang | Athlète            | Temps                 | Points |
| ---- | ------------------ | --------------------- | ------ |
| 1    | Caster Semenya     | 1 min 56 s 64 (WL,MR) | 10     |
| 2    | Francine Niyonsaba | 1 min 57 s 74         | 6      |
| 3    | Rénelle Lamote     | 1 min 58 s 84 (PB)    | 4      |
| 4    | Eunice Sum         | 1 min 59 s 32 (SB)    | 3      |
| 5    | Lynsey Sharp       | 1 min 59 s 51         | 2      |
| 6    | Habitam Alemu      | 1 min 59 s 70         | 1      |

| Rang | Athlète         | Temps             | Points |
| ---- | --------------- | ----------------- | ------ |
| 1    | Almaz Ayana     | 14:16.31 (WL, MR) | 10     |
| 2    | Viola Kibiwot   | 14:29.50 (PB)     | 6      |
| 3    | Senbere Teferi  | 14:35.09 (PB)     | 4      |
| 4    | Janet Kisa      | 14:38.70 (PB)     | 3      |
| 5    | Ababel Yeshaneh | 14:41.58 (PB)     | 2      |
| 6    | Alemitu Heroye  | 14:43.58          | 1      |

| Rang | Athlète          | Temps        | Points |
| ---- | ---------------- | ------------ | ------ |
| 1    | Janieve Russell  | 54 s 16 (PB) | 10     |
| 2    | Cassandra Tate   | 54 s 61 (SB) | 6      |
| 3    | Wenda Nel        | 54 s 88      | 4      |
| 4    | Hanna Titimets   | 55 s 10      | 3      |
| 5    | Kemi Adekoya     | 55 s 33      | 2      |
| 6    | Emilia Ankiewicz | 57 s 25      | 1      |

| Rang | Athlète                | Marque         | Points |
| ---- | ---------------------- | -------------- | ------ |
| 1    | Ekaterini Stefanidi    | 4,75 m (MR,PB) | 10     |
| 2    | Nicole Büchler         | 4,70 m         | 6      |
| 3    | Yarisley Silva         | 4,50 m         | 4      |
| 4    | Nikoleta Kyriakopoulou | 4,50 m         | 3      |
| 5    | Lisa Ryzih             | 4,50 m         | 2      |
| 6    | Regine Kramer          | 4,30 m         | 1      |

| Rang | Athlète               | Marque       | Points |
| ---- | --------------------- | ------------ | ------ |
| 1    | Caterine Ibarguen     | 14,51 m      | 10     |
| 2    | Paraskeví Papahrístou | 14,28 m (SB) | 6      |
| 3    | Patricia Mamona       | 14,13 m      | 4      |
| 4    | Yulimar Rojas         | 14,11 m      | 3      |
| 5    | Susana Costa          | 13,90 m (w)  | 2      |
| 6    | Tetyana Ptashkina     | 13,33 m      | 1      |

| Rang | Athlète         | Marque       | Points |
| ---- | --------------- | ------------ | ------ |
| 1    | Valerie Adams   | 19,68 m (SB) | 10     |
| 2    | Anita Marton    | 18,51 m      | 6      |
| 3    | Brittany Smith  | 17,84 m      | 4      |
| 4    | Paulina Guba    | 17,74 m (SB) | 3      |
| 5    | Alena Abramchuk | 17,53 m      | 2      |
| 6    | Natalia Duco    | 17,21 m      | 1      |

| Rang | Athlète            | Marque       | Points |
| ---- | ------------------ | ------------ | ------ |
| 1    | Madara Palameika   | 64,76 m (MR) | 10     |
| 2    | Liina Laasma       | 63,65 m (NR) | 6      |
| 3    | Kathryn Mitchell   | 60,68 m      | 4      |
| 4    | Lina Muze          | 59,54 m      | 3      |
| 5    | Martina Ratej      | 59,39 m      | 2      |
| 6    | Ásdís Hjálmsdóttir | 57,02 m      | 1      |

## Légende
Records et Performances
- AR : Record continental (area record)
- CR : Record des championnats (championship record)
- MR : Record du meeting (meet record)
- NR : Record national (national record)
- OR : Record olympique (olympic record)
- PR : Record paralympique (paralympic record)
- PB : Record personnel (personal best)
- SB : Meilleure performance personnelle de la saison (season's best)
- WL : Meilleure performance mondiale de l'année (world leader)
- WJR : Record du monde junior (world junior record)
- WR : Record du monde (world record)

Circonstances et Conditions
- DNF : N'a pas terminé (did not finish)
- DNS : N'a pas pris le départ (did not start)
- DQ : Disqualification (disqualification)
- NM : Aucun essai valable enregistré (No Mark)
- Q : Qualifié « directement » au prochain tour (ou à la prochaine compétition), lors d'une compétition majeure, grâce au classement ou à la réalisation des minima (automatic qualifier)
- q : Qualifié au prochain tour (ou à la prochaine compétition), lors d'une compétition majeure, grâce au repêchage ou à la réalisation de l'une des meilleures performances parmi celles des « non qualifiés directement » (grâce au meilleur temps ou à la meilleure distance par exemple) (secondary qualifier)